# Johann Hieronymus Chemnitz
Johann Hieronymus Chemnitz (* 10. Oktober 1730 in Magdeburg; † 12. Oktober 1800 in Kopenhagen) war ein deutscher Theologe und Naturforscher.

## Leben

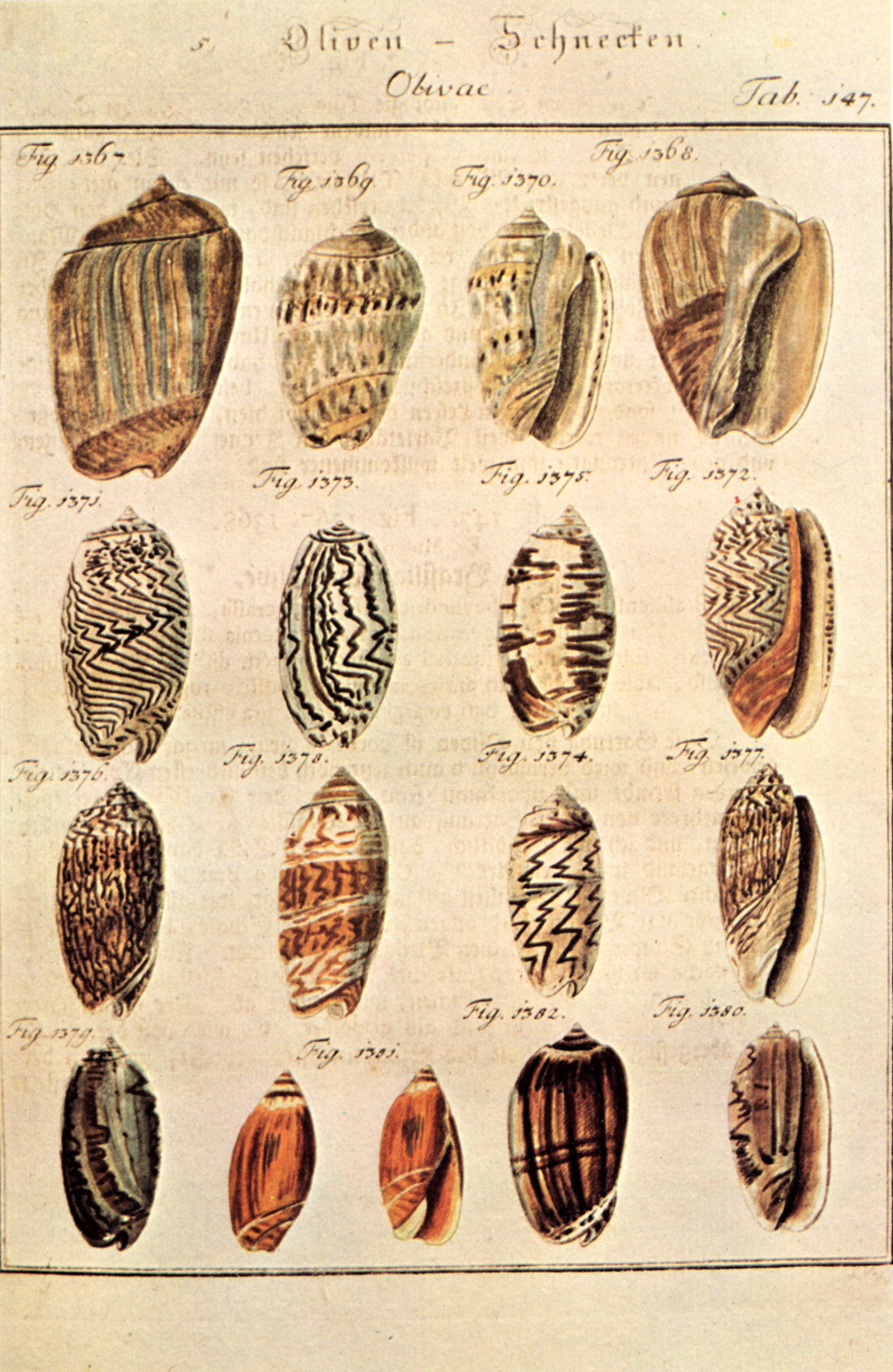
Aus dem Conchylien-Cabinet

Chemnitz studierte in Halle und wirkte von 1757 bis 1768 als Königlich dänischer Gesandtschaftsprediger in Wien. Danach war er in Rendsburg tätig und wurde am 20. Januar 1769 deutscher Garnisonprediger in Helsingør. Ab 1771 war er Garnisonprediger in Kopenhagen.
Neben seiner seelsorgerischen Tätigkeit beschäftigte sich Chemnitz mit Schalentieren und legte hierzu eine Sammlung an. Chemnitz wurde 1763 zum Mitglied der Deutschen Akademie der Naturforscher Leopoldina gewählt und gehörte seit 1780 der Königlich Dänischen Akademie der Wissenschaften und seit 1782 der Akademie gemeinnütziger Wissenschaften zu Erfurt an. 1796 wurde Chemnitz auf Initiative von Ernst Wilhelm Martius und im Alleingang gegen den mehrheitlichen Widerstand der Gesellschaftsmitglieder zum Ehrenmitglied der Regensburgischen Botanischen Gesellschaft ernannt.
Nach dem Tode von Friedrich Martini gab Chemnitz ab 1778 dessen Neues systematisches Conchylien-Cabinet weiter heraus und fügte bis 1795 den ersten drei zu Martinis Lebzeiten erschienenen Bänden weitere acht hinzu. Ein zwölfter Band wurde 1829 von Schubert und Wagner publiziert.
Die Sammlung von Chemnitz wurde am 7. Dezember 1802 in Kopenhagen versteigert. Die Akademie der Wissenschaften des Russischen Reiches in Sankt Petersburg erwarb die Sammlung, welche bis heute in Sankt Petersburg aufbewahrt wird.

## Publikationen
- Einweihungsrede in der Kgl. Dänischen Gesandtschaftskapelle zu Wien, Leipzig, 1759
- Kleine Beyträge zur Testaceologie, oder zur Erkenntnis Gottes aus den Conchylien, Nürnberg 1760 doi:10.5962/bhl.title.16047 doi:10.5962/bhl.title.16005 doi:10.5962/bhl.title.11519
- Von dem Zustande der Evangelischen und ihrem Gottesdienste in Wien, Wien 1761
- Nachricht von dem Zustande der Dänischen Gesandtschafts-Kapelle zu Wien; Wien 1761
- Nachrichten von einer neu angelegten Schule bei der Kgl. Dänischen Gesandtschafts-Kapelle zu Wien; Wien 1763–1768
- Bußpredigt wegen des Erdbebens zu Comorra in Ungarn, 1763
- Georg Eberhard Rumphs oder Plinii Indici, Amboinische Raritätenkammer oder Abhandlung von den Steinschaaligen Theieren, welche man Schnecken und Muscheln nennet, aus dem holländischen übersetzt von Philipp Ludwig Statius Müller und mit Zusätzen aus den besten Schriftstellern der Conchyliologie vermehrt von J. H. Chemnitz, Wien 1766
- Von der Lieblichkeit eines seligen Todes, Wien 1766
- Abschiedsrede in der Kgl. Dänischen Gesandtschafts-Kapelle, Wien 1768
- Neues systematisches Conchylien-Cabinet, geordnet und beschrieben von Friedrich Heinrich Martini Bd. 4–11, 1779–1796
- Von einem Geschlechte vielschaaliger Conchylien mit sichtbaren Gelenken, welche beym Linné Chitons heißen. Nürnberg 1784.
- Lebensgeschichte des verdienstvollen Herrn Gabriel Nicolaus Raspe, berühmten Buchhandlungsherrn der Kayserl. freyen Reichsstadt Nürnberg etc. Nürnberg 1787.
- Theorie vom Ursprunge der Perlen. 1777–1779.